# Mpiemo (peuple)
Pour les articles homonymes, voir Mpiemo.
Les Mpiemo sont une population d'Afrique centrale présente en République centrafricaine et dans l'est du Cameroun.

## Ethnonymie
Selon les sources et le contexte, on rencontre plusieurs formes : bimu, mbimou, mbimu, mbyemo, mpiemo, mpo, mpyemo.

## Langue
Ils parlent le mpiemo – une langue bantoue du groupe makaa-njem, dont le nombre total de locuteurs a été estimé à 29 000, dont 24 000 en République centrafricaine (1996) et 5 000 au Cameroun (1991).